# Jürgen Damm
Jürgen Damm Rascón (* 7. November 1992 in Tuxpan) ist ein mexikanisch-deutscher Fußballspieler. Der Flügelspieler stand zuletzt bei Atlanta United unter Vertrag und ist mexikanischer Nationalspieler.

## Vereinskarriere
Damm, Sohn eines Deutschen und einer Mexikanerin, verbrachte eine lange Zeit seiner Kindheit in Kanada. Damms Vater war die Schulbildung seines Sohnes sehr wichtig, sodass er sich erst im Alter von 17 Jahren einem Verein anschließen durfte: 2010 ging er zu Atlas Guadalajara, wo er ein Jahr lang blieb.
2011 kam er in die Jugendabteilung des CD Estudiantes Tecos. Ab 2012 gehörte er regelmäßig dem Kader der in der Ascenso MX, der zweiten Fußballliga Mexikos, spielenden ersten Mannschaft an. Insgesamt kam Damm auf 20 Einsätze, ein Tor blieb ihm allerdings verwehrt. Dennoch rückte er in den Blickpunkt einiger Erstligisten.
2013 wurde er vom CF Pachuca verpflichtet. Dort avancierte er schnell zum Stammspieler. Sein erstes Ligator erzielte er am 21. Oktober 2013 im Spiel gegen Deportivo Guadalajara. Ab August 2014 spielte er erstmals in der CONCACAF Champions League. Dort erzielte er in drei Spielen ein Tor (gegen CSD Municipal).
Im Juni 2015 wechselte Damm zum Verein UANL Tigres, mit dem er das Finale der südamerikanischen Copa Libertadores erreichte und viermal die mexikanische Fußballmeisterschaft gewann.
2020 wechselte er zu Atlanta United. Nachdem er in der Saison 2020 bei 14 von 18 möglichen Ligaspielen eingesetzt worden war, waren es in der Saison 2021 10 von 34 möglichen Ligaspielen. Ende Februar 2022 gab der Verein bekannt, dass Damm für die Saison 2022 keinen neuen Vertrag erhält. Er wechselte zum Saisonbeginn 2022/23 zum Club América, zur Saison zu Atlético San Luis.

## Nationalmannschaft
Aufgrund seiner doppelten Staatsbürgerschaft wäre Damm auch für die deutsche Fußballnationalmannschaft spielberechtigt gewesen. Da er erst sehr spät mit dem Leistungsfußball begann, spielte er nie für eine Juniorenauswahl Mexikos. Von Nationaltrainer Miguel Herrera wurde er im März 2015 für die Freundschaftsspiele gegen Ecuador und Paraguay nominiert. Im Spiel gegen Ecuador absolvierte er sein Debüt, als er sieben Minuten vor Schluss eingewechselt wurde.
In seinem zweiten Spiel für die Nationalmannschaft, dem Spiel gegen die Auswahl Honduras im Rahmen der Qualifikation für die Weltmeisterschaft 2018, gelang ihm sein erstes Tor, als er in der 72. Spielminute das 2:0 erzielte, was auch dem Endstand des Spiels entsprach.
Bei der Copa América 2016 war Damm von Trainer Juan Carlos Osorio für den mexikanischen Kader vorgesehen, musste aber wegen einer Knieverletzung kurzfristig gestrichen werden.
Sein einziges Spiel für die Nationalmannschaft bei einem Turnier war das Gruppenspiel beim Konföderationen-Pokal 2017 gegen Neuseeland.

## Spielweise
Damm gehört zu den schnellsten Fußballspielern der Welt. Nach einer Studie des CF Pachuca, die von der FIFA bestätigt wurde, erreicht er mit dem Ball am Fuß Geschwindigkeiten von bis zu 35 km/h. Lediglich Gareth Bale ist schneller.

## Erfolge
- Mexikanischer Meister: Apertura 2015, Apertura 2016, Apertura 2017, Clausura 2019